# Overosaurus
Overosaurus („Ještěr z (lokality Cerro) Overo“) byl rod menšího sauropodního dinosaura ze skupiny Lithostrotia (tribus Aeolosaurini), který žil v období svrchní křídy (stupeň santon), asi před 86 až 83 miliony let, na území dnešní argentinské Patagonie (geologické souvrství Bajo de la Carpa).

## Objev a popis
Dochované fosilie (holotyp MAU-Pv-CO-439) mají podobu množství obratlů, krčních žeber a částí pánevního pletence. Typový druh O. paradasorum byl formálně popsán v roce 2013. Jednalo se o menší druh titanosaura, který dosahoval délky kolem 10 metrů a hmotnosti zhruba do 5 tun.

## Klasifikace
Overosaurus spadal do kladu Aeolosaurini jako sesterský taxon ke druhům Gondwanatitan faustoi, Pitekunsaurus macayai, Aeolosaurus rionegrinus a Arrudatitan maximus.